# Менло Парк (Калифорнија)
Менло Парк (енгл. Menlo Park) град је у америчкој савезној држави Калифорнија. По попису становништва из 2010. у њему је живело 32.026 становника.

## Демографија
Према попису становништва из 2010. у граду је живело 32.026 становника, што је 1.241 (4,0%) становника више него 2000. године.
| Група             | 2000.          | 2010.          |
| Белци             | 20.452 (66,4%) | 19.841 (62,0%) |
| Афроамериканци    | 2.163 (7,0%)   | 1.551 (4,8%)   |
| Азијати           | 2.201 (7,1%)   | 3.157 (9,9%)   |
| Хиспаноамериканци | 4.803 (15,6%)  | 5.902 (18,4%)  |
| Укупно            | 30.785         | 32.026         |